# Vetternwirtschaft (Comic)
Vetternwirtschaft (französischer Originaltitel: Les Cousins Dalton) ist ein Comic-Band aus der Lucky-Luke-Reihe, der von Morris gezeichnet und von René Goscinny getextet wurde. Zunächst wurde der Comic 1957 im belgisch-französischen Comic-Magazin Spirou und 1958 als 12. Band von Dupuis in Belgien veröffentlicht. Nach der Zählung des deutschen Ehapa-Verlages (beziehungsweise zu Beginn: des Delta-Verlages aus Ehapa und Dargaud) ist dieser Band der 21. der Reihe. Zuvor wurde der Comic in Deutschland schon bei Kauka als Fortsetzungsgeschichte und in Zack beim Koralle-Verlag veröffentlicht, jedoch erhielt der Comic damals andere Namen.
Für die Lucky-Luke-Zeichentrickserie wurde dieser Band verfilmt.

## Inhalt
Die Dalton-Brüder Joe, William, Jack und Averell Dalton wollen sich an Lucky Luke rächen, da dieser ihre kriminellen Vettern getötet hat. Jedoch stellen sie sich zunächst sehr unbeholfen an, sodass weder die Rache an Lucky Luke noch Überfalle auf eine Postkutsche oder eine Farm von Erfolg gekrönt sind. Durch hartes Training gelingt es den Brüdern jedoch, ihre Fähigkeiten zu verbessern. Sie wollen es wieder mit Lucky Luke aufnehmen. Durch einen Trick kann dieser aber die Brüder gegeneinander aufbringen und sich selbst bei dem Totengräber der Stadt verstecken. Daraufhin belagern die Daltons die Stadt von allen vier Himmelsrichtungen und lassen keine Lebensmittel mehr hinein. Lucky Luke muss sich stellen und gewinnt einen Faustkampf gegen die Daltons, die hintereinander antreten, fühlt sich jedoch genötigt, sich zum Schein den Daltons anzuschließen. Hierdurch kann er einen Zugüberfall und mehrere Banküberfälle verhindern. Als die Daltons die „Beute“ teilen wollen, entfernt sich Lucky Luke, sodass sie zu spät merken, dass diese nur aus Papier besteht. Lucky Luke hat nämlich vorher die potentiellen Opfer auf den Überfall durch eine „Schauspieltruppe“ vorbereitet. Daraufhin wollen sie sich an Lucky Luke rächen und teilen sich in vier verschiedene Städte auf, um Lucky Luke zu stellen.
Zunächst trifft Averell auf Lucky Luke, der ihn jedoch durch einen Trick überlisten kann. William kann er schnappen, da Averell diesen stets in seiner Verkleidung erkennt und verrät; als William Lucky Luke in einem Frauenkostüm überraschen will, findet er seine Waffe jedoch nicht mehr, sodass Lucky Luke ihn ebenfalls fangen kann. Jack wird gefangen, nachdem er mit Lucky Luke eine Schießerei hat und sie sich gegen Ende einigen, Russisches Roulette zu spielen. Lucky Luke entfernt die Kugeln und erschreckt Jack mit einem gerufenen „Peng!“ Schließlich kann er auch Joe entwaffnen und die vier Daltons dem Sheriff übergeben.